# Flughafen Isla de Margarita

i7
i11
i13
Der Flughafen Isla de Margarita (spanisch: Aeropuerto Internacional del Caribe Santiago Mariño, IATA: PMV, ICAO: SVMG) ist ein venezolanischer Flughafen in der Nähe der Stadt Porlamar auf der Insel Margarita. Der Flughafen wurde 2005 neben zahlreichen anderen Unternehmen unter Regie des damaligen Präsidenten Hugo Chávez verstaatlicht. Das von der Verstaatlichung betroffene Konsortium (unter anderem die Flughafen Zürich AG) ging dabei leer aus und klagte 2010 am Internationalen Zentrum zur Beilegung von Investitionsstreitigkeiten in Washington, D.C. Im Jahr 2014 erhielt das Konsortium Recht und eine Entschädigungszahlung von 33,7 Millionen US-Dollar zugesprochen, die Regierung von Venezuela legte Berufung ein.
Der Flughafen wurde nach dem venezolanischen Revolutionsführer und Unabhängigkeitskämpfer General en Jefe Santiago Mariño benannt, der 1788 im Dorf El Valle del Espíritu Santo in der Nähe der Stadt Porlamar geboren wurde.

## Zwischenfälle
- Am 14. August 1974 wurde eine Vickers Viscount 749 der Linea Aeropostal Venezolana (LAV) (Luftfahrzeugkennzeichen YV-C-AMX) im Anflug auf den Flughafen Porlamar in den 5 Kilometer entfernten Hügel Cerro Piache geflogen. Bei diesem CFIT (Controlled flight into terrain) wurden alle 48 Insassen, 4 Besatzungsmitglieder und 44 Passagiere, getötet.[3]